# Forum Hamburger Autoren
Das Forum Hamburger Autoren ist eine Autorengruppe in Hamburg.

## Allgemeines
Die Gruppe wurde im Jahr 1989 als Forum junger Autorinnen und Autoren gegründet. Seit 2004 existiert sie unter dem jetzigen Namen Forum Hamburger Autoren.
Es handelt sich nicht um eine offene Autorengruppe. Die Mitglieder des Forums entscheiden bei Bewerbungen mehrheitlich über die Aufnahme neuer Mitglieder.

## Aktivitäten
Zwei Mal pro Monat treffen sich die Autoren zum „Werkstattgespräch“, in dem neue Texte diskutiert werden. Als literarische Gattungen sind zugelassen: Kurzprosa, Lyrik, Auszüge aus Romanen, Drama etc.
Das Forum präsentiert sich mit eigenen Veranstaltungen regelmäßig der Öffentlichkeit. Lesungen erfolgen in diversen Hamburger Cafés und Galerien. Jeweils im Dezember findet im Kulturhaus Eppendorf eine Jahreslesung statt, auf der das aktuelle Jahrbuch präsentiert wird.
In den 1990er Jahren fanden Lesungen im Austausch mit der Autorengruppe Mäander (Berlin) statt, aus der später die Literaturzeitschrift lauter niemand hervorging.

## Veröffentlichungen
- "FOR(U)MLIT". Jubiläums-Anthologie anlässlich des zehnjährigen Bestehens des Forums, Achilla Presse, 1999. ISBN 3-928398-64-4.

Jährlich erscheint im Verlag Achilla Presse das jeweilige Jahrbuch des Forums, das aktuelle Texte der Mitglieder enthält.

## Bekannte Autoren
Eine Reihe ehemaliger und aktueller Mitglieder des Forums sind überregional bekannte Schriftsteller geworden:
- Sigrid Behrens
- Mirko Bonné
- Karen Duve
- Robert Habeck
- Myriam Keil
- Karen Köhler
- Nils Mohl
- Andreas Münzner
- Charlotte Richter-Peill
- Tanja Schwarz
- Claire Walka